# Mars 1863

## Événements
- Australie : un groupe d’Aborigènes de la tribu des Kulin, s’installent d’eux-mêmes dans un lieu baptisé « Corranderrk Station » pour y pratiquer l’agriculture. Le gouvernement entérine leur choix (30 juin) et envoie d’autres Aborigènes s’installer dans cette réserve.

- 3 mars, États-Unis :
  - L’Idaho est organisé en territoire.
  - Loi sur la conscription dans le Nord. Elle permet d’échapper au service en payant la somme de 300 $ ou en s’offrant un substitut.

- 4 mars, France : ouverture de la section Billère-Dax de la ligne Toulouse - Bayonne (Compagnie des chemins de fer du Midi et du Canal latéral à la Garonne).

- 16 mars, Expédition française au Mexique : les troupes françaises mettent le siège devant la ville mexicaine de Puebla.

- 17 mars : la Porte approuve la « Constitution nationale arménienne », inspirée de la Constitution française de 1848. Les Arméniens sont autorisés à élire au suffrage universel une Assemblée nationale, laquelle désigne deux Conseils, laïc et ecclésiastique, qui réunis sous la présidence du patriarche, forment le Conseil national représentatif. Ces mesures assurent aux Arméniens de Constantinople quelques garanties, mais restent sans effets en Anatolie orientale, où les Arméniens sont toujours victimes d’exactions.

- 20 mars, États-Unis, Californie : création du Freeport Rail road Company à Sacramento.

## Naissances
- 4 mars : Gustave de Terwangne, homme politique belge.
- 12 mars : Vladimir Vernadsky, géologue russe.